# Aphelolpium
Genre
Aphelolpium est un genre de pseudoscorpions de la famille des Hesperolpiidae.

## Distribution
Les espèces de ce genre se rencontrent du Sud de l'Amérique du Nord au Nord de l'Amérique du Sud.

## Liste des espèces
Selon Pseudoscorpions of the World (version 3.0) :
- Aphelolpium brachytarsus Tooren, 1995
- Aphelolpium cayanum Muchmore, 1979
- Aphelolpium longidigitatum (Ellingsen, 1910)
- Aphelolpium scitulum Hoff, 1964
- Aphelolpium thibaudi Heurtault & Rebière, 1983

## Publication originale
- Hoff, 1964 : The pseudoscorpions of Jamaica. Part 3. The suborder Diplosphyronida. Bulletin of the Institute of Jamaica, Science Series, vol. 10, no 3, p. 1-47.